# Великая солёностная аномалия
Великая солёностная аномалия (ВСА, англ. Great Salinity Anomaly) — наблюдавшееся в северной части Атлантического океана в конце 1960-х годов явление, заключавшееся в существенном (до 1 промилле) уменьшении солёности морской воды в прилегающем к поверхности 200-метровом слое.

## Причины
Основной причиной аномалии считается вынос большого количества льда из Арктического бассейна к востоку от Гренландии и его последующее таяние.

## Последствия
Наличие слоя менее солёной, более лёгкой воды на поверхности привело к прекращению глубокой зимней вертикальной конвекции в Море Лабрадор. Поверхностный перенос тепла в океане значительно замедлился. Уменьшилось поступление тепла и отдача его в атмосферу в верхних широтах, что вызвало локальное похолодание. Именно ВСА называют причиной резкого падения среднегодовой температуры на 0,3 градуса по Цельсию в период с 1965 по 1970 годы.
Из-за отсутствия меридионального обмена усилился контраст температур между субполярным и субтропическим круговоротами Северной Атлантики, что привело к усилению циклонической активности. Следствием этого стали мягкие зимы с сильными оттепелями в Москве, увеличение стока Волги примерно на 25 %, а с конца 1977 года — рост уровня Каспийского моря.
Учёные считают, что ВСА может повториться вновь в ближайшем будущем, вызвав резкое похолодание климата во всем Северном полушарии.